# Искра (газета)
«И́скра» — революционная русскоязычная газета, основанная Лениным в декабре 1900 года в Мюнхене. Являлась «общерусской политической газетой, подготовившей идейное и организационное сплочение Российской социал-демократической рабочей партии» (РСДРП).
Эпиграфом газеты стала фраза «Из искры возгорится пламя», взятая из стихотворения поэта-декабриста А. И. Одоевского. Это были слова «из ответа декабристов А. С. Пушкину».
Борьба за руководство газетой стало важной частью межфракционной борьбы в РСДРП ().

## История
По задумке Ленина, «Искра» должна была сплотить раздробленное революционное движение в России на основе марксизма. Ленин начал организовывать газету после ссылки в Шушенском. С этой целью в 1900 году он встречался со сподвижниками в Уфе, Москве, Петербурге, Нижнем Новгороде, Самаре, Сызрани, Подольске, Риге и Смоленске.
На Псковском совещании в апреле 1900 года, в котором участвовали В. И. Ульянов-Ленин, С. И. Радченко, П. Б. Струве, Ф. И. Щеколдина, М. И. Туган-Барановский, Л. (Ю. О.) Мартов, А. Н. Потресов, А. М. Стопани, был одобрен ленинский «Проект заявления редакции „Искры“». В Пскове был создан центр по нелегальному распространению газеты «Искра» и журнала «Заря» по всей России, которым руководил П. Н. Лепешинский. В июле 1900 года к участию в газете подключилась швейцарская группа «Освобождение труда».
Редакция «Искры» работала в Мюнхене. Её членами были П. Б. Аксельрод, В. И. Засулич, В. И. Ленин, Ю. О. Мартов, Г. В. Плеханов и А. Н. Потресов. Первый номер газеты вышел в Лейпциге 11 (24) декабря 1900 года. Первая попытка переправить «Искру» в Россию оказалась неудачной: 3000 экземпляров первого номера газеты были обнаружены на границе. Со второго номера «Искра» печаталась в Мюнхене в типографии М. Эрнста на ул. Зенефельдерштрассе, 4.
До 1902 года газета издавалась ежемесячно, а с 1902 — каждые две недели. Тираж составлял около 8 тысяч. В апреле 1902 года, после того, как германское правительство запретило издавать газету на своей территории, редакция переехала из Мюнхена в Лондон, а в 1903 году — в Женеву.

## Раскол
II съезд РСДРП утвердил «Искру» в качестве центрального органа партии. После раскола партии на две фракции (сторонники Мартова — «меньшевики», Ленина — «большевики») началась борьба за влияние, в том числе на «Искру». Борьба фракций все более и более обострялась, и положение стало столь натянутым, что Плеханов решил принять меры к примирению сторон и заявил Ленину, что в противном случае он выйдет из редакции. На этот шаг Плеханова Ленин ответил уходом из редакции и Совета партии (ноябрь 1903 г.), после чего Плеханов пригласил в редакцию «Искры» весь старый состав, и таким образом, меньшевики получили контроль над Центральным органом. Располагая «Искрой», они широко повели пропаганду своих взглядов среди местных комитетов и призывая их преодолеть раскол, возникший на съезде. Для практической работы по объединению партии было организовано «Бюро меньшинства», которое стало играть для меньшевистских комитетов роль своего собственного ЦК. Таким образом, фактическое руководительство движением перешло к меньшевикам.
Русско-японская война
С началом войны (1904 год) борьба фракций за «Искру» немного ослабла. Все организации РСДРП, без различия фракций, воспользовались войной как новым поводом для агитации против правительства. В № 56 «Искра» писала:
Соціалъ-демократія, должна напрячь всѣ свои силы, чтобы использовать его цѣликомъ для ускоренія крушенія существующаго режима и развитія классоваго сознанія пролетаріата, чтобы идти не въ хвостѣ грядущей революціи, а во главѣ ея… За работу же, товарищи… Пусть дѣйствительно мелкія стычки съ полиціей замолкнутъ, но замолкнуть только для того, чтобы съ удесятиренной силой возродиться въ грандіозный общероссійской борьбѣ всего рабочаго класса.
В августе 1904 года ЦК обратился к партии с заявлением, в котором подтверждал согласие с составом редакции «Искры» и предлагал включение в редакцию Ленина а также созыв конференции для примирения фракций. Однако группа последователей Ленина (т.н. «твердокаменные») осталась недовольны такими действиями ЦК и с ещё большей энергией повели борьбу против меньшевиков. Для пропаганды своих взглядов они основали в декабре 1904 года газету «Впередъ», для объединения деятельности большевистских комитетов в России образовали «Бюро комитетовъ большинства», для формального закрепления своего влияния в партии стали усиленно агитировать за созыв партийного съезда.

## Завершение
Издание газеты прекратилось в октябре 1905 года на 112-м номере. В сентябре — декабре 1917 года под тем же названием выходил орган меньшевиков-интернационалистов; закрыт большевиками.

## Память
- В городе Умани (Черкасская область, Украина) был установлен памятник газете «Искра». Именно в Умани была в свое время организована одна из трех подпольных типографий (другие две были в Кишинёве и Баку), где номера газеты перепечатывались для последующего распространения на всей территории Российской империи. На памятнике имелась надпись на украинском языке: «Тут у 1903 р. пiдпiльно передруковувалась ленiнська газета „Iскра“» — «Здесь в 1903 г. подпольно перепечатывалась ленинская газета „Искра“»[c]. .

- Имя газеты носят улица «Искры» в Москве, Сочи, Кирове, Нижнем Новгороде, Новосибирске и Оренбурге.
- Имя газеты носит Искровский проспект в Санкт-Петербурге.
- Имя газеты носит Искринская улица в Харькове.
- Имя газеты носят улицы Газеты Искра в Кизеле, Киеве и Кунгере.
- Ныне такое же название носят предгорненская, ковровская, интинская, лысьвенская, кунгурская, орловская и запорожская газеты.
- В СССР были выпущены почтовые марки, посвящённые газете.

- 50-летие со дня выхода первого номера газеты. Почтовая марка СССР, 1950 год
- 50-летие со дня выхода первого номера газеты. Почтовая марка СССР, 1950 год
- Псков. Дом «Искры», где в 1900 году состоялось Псковское совещание по созданию общероссийской рабочей газеты, на почтовой марке СССР
- Дом-музей подпольной типографии «Нина», где в 1901—1905 годах печаталась газета «Искра». Азербайджан, Баку, 1969

## В кино
- «В начале века» (1961)
- «Первый курьер» (1968) — советско-болгарский фильм о нелегальной транспортировке первых выпусков «Искры» в Россию.
- «Взрыв замедленного действия» (1970) — фильм киностудии «Молдова фильм», посвященный деятельности подпольной типографии в Кишиневе, выпускавшей газету «Искра».
- «Красный дипломат. Страницы жизни Леонида Красина» (1971)
- «Побег из тюрьмы (фильм, 1977)» (1977)
- «Раскол (телесериал, 1993)» (1993)